# Ilias Iliadis
Ilias Iliadis (řecky Ηλίας Ηλιάδης) rodným jménem Džardži Zviadauri (gruzínsky ჯარჯი ზვიადაური) (10. listopadu 1986 Achmeta) je původem gruzínský zápasník – judista, olympijský vítěz v judu z roku 2004, který od roku 2002 reprezentoval Řecko.

## Sportovní kariéra
Když v červnu 2002 zvítězil na dorosteneckém mistrovství Evropy chlapec s řeckým jménem Ilias Iliadis, až na hrstku skalních fanoušků se nikdo další nekladl otázku, co je vlastně zač. Často si ho pletli s jeho jmenovcem, podle dokladů o dva roky starším Iliasem Iliadisem. V roce 2004 se konaly olympijské hry v Athénách a 17. srpna v polostřední váhové kategorii do 81 kg získal nečekanou zlatou olympijskou medaili. Později na tiskové konferenci široká řecká veřejnost zjistila, že tento řecký chlapec nemluví řecky. Jeho osobní trenér a nevlastní otec Nikos Iliadis za něho tlumočil novinářům. Další den zvítězil ve vyšší váhové kategorii Gruzínec Zurab Zviadauri. Když se Zuraba Zviadauriho gruzínští novináři zeptali jestli ho inspirovalo včerejší vítězství jeho bratrance, zapřel příbuzenský stav. Ne však na dlouho.
Dva judisté stejného jména v řecké reprezentaci zmátli v srpnu 2004 řecké novináře. Ti vzali příběh staršího z nich a přiřadili ho k mladšímu olympijskému vítězi. V řeckých novinách se objevilo, že vyrostl v gruzínském Dmanisi, kde žil se starými rodiči Salomem a Mosem. Jeho rodiče odešli za prací do Řecka a když zajistili slušné podmínky pro život přijel kolem roku 2000 za nimi. Tento příběh byl potvrzen z nějakého důvodu samotným Nikosem Iliadisem. Starší Ilias Iliadis byl však vlastním synem jeho bratra Meraba (Mirmana).
Nikos Iliadis vlastním jménem Nikoloz Garaklov, přišel s rodinou z Gruzie do Řecka po rozpadu Sovětského svazu počátkem devadesátých let dvacátého století. Když v roce 2002 adoptoval nadějného gruzínského sportovce Džardži Zviadauriho pravděpodobně netušil čeho až je tento chlapec schopný. Hru o chlapci, který vyrostl se starými rodiči hrál nadále pravděpodobně kvůli penězům, které řecká vláda slíbila za zlatou olympijskou medaili. Tato štědrá částka měla hodnotu 270 tisíc euro a byla lákadlem mnoha sportovců ze zahraničí. Řecká administrativa měla známé praktiky získání občanství prokouknuté např. fingované svatby a maximálně prodlužovala lhůtu získání občanství – třeba případ Ukrajinky Iryny Merleniové. Podcenila však adopci, tedy způsob jak tohoto docílili přistěhovalci z Gruzie a Kavkazu. Podmínkou adopce byl věk adoptovaného do 18 let. V Gruzii bylo v té době falšování věku v dokladech u sportovců rutinou a nebyl problém vyspělé dvacetileté judisty prezentovat papírově řeckým úřadům jako sedmnáctileté. Jako adoptovaný získal okamžitě občanství nové země.
Džardži Zviadauri se narodil v gruzínské Achmetě do skromných poměrů. Jeho rodina je původem z vysokohorské části Chevsuretie. Jako většina gruzínských chlapců začal s národním zápasem. V devadesátých letech dvacátého století šel s rodiči hledat lepší životní podmínky do hlavního města Tbilisi. Vyrostl na předměstí Tbilisi ve čtvrti Lilo, kde navštěvoval zápasnický klub (olympijský zápas, judo, sambo) při 107. základní škole. Jako talentovaného mladíka si ho v 11 letech vyhlédl trenér Guram Modebadze a přivedl ho do své judistické tréninkové skupiny.
Na červnovém Evropském olympijském festivalu mládeže v roce 2001 zvítězil a upoutal pozornost Nikose Iliadise. O rok později v červnu 2002 zvítězil jako řecký reprezentant Ilias Iliadis na dorosteneckém mistrovství Evropy v maďarském Győru. Není veřejně známo co stálo Nikose Iliadise aby vedení gruzínského svazu pustilo svého nejtalentovanějšího judistu do cizí země. Často je tento fakt vytahován na Šotu Chabareliho, když se uchází o vysokou funkcionářskou činnost. Chabareli byl v té době hlavním aktérem těchto kontroverzních přestupů. Příběh vyprávěný Iliadisem o tom, že chtěl startovat na olympijských hrách a za Gruzii v nízkém věku nemohl, není zcela pravdivý. Gruzie měla dlouhodobě problémy s obsazením polostřední váhy konkurenceschopným judistou – gruzínskou jedničku Grigola Mamrikišviliho trápily vleklé zdravotní problémy s ramenem.
Jeho sportovní kariéra mezi muži začala na mezinárodním okruhu od roku 2003. Ten rok shazoval do lehké váhy do 73 kg a poprvé se představil na mistrovství světa v Ósace, kde vypadl ve třetím kole s domácím favoritem Júsuke Kanamarou. V olympijském roce 2004 nastupoval ve vyšší polostřední váze do 81 kg, evropská olympijská kvalifikace ho nemusela jako reprezentanta hostující země trápit. V únoru skončil dvakrát třetí na bodově vysoce dotovaných turnajích v Paříži a Hamburku. V květnu získal nečekaný titul mistra Evropy v rumunské Bukurešti. Ve čtvrtfinále olympijského turnaje proti jižnímu Korejci Kwon Jong-uovi se ujal začátkem druhé minuty vedení zvedačkou sukui-nage na wazari, ale vzápětí o vedení přišel, když nechal Kwona srovnat kata-gurumou a minutu před koncem ztratil vedení opět po Kwonově kata-gurumě. V poslední minutě však dostal soupeře pod tlak a srovnal výsledek napomínáním (šido) za soupeřovy fauly. V prodloužení pokračoval v nasazeném tempu a ve 40 sekundě nastavení zvítězil když rozhodčí udělil Kwonovi třetí šido za stahování. V semifinále se utkal v repríze květného mistrovství Evropy s Rusem Dmitrijem Nosovem. Nosov ho hned v úvodních sekundách strhnul do boje na zemi, ale podařilo se mu vysmeknout. Vyrovnaný zápas rozhodl koncem druhé minuty, když poslal Nosova technikou seoi-otoši na juko a následně ho udržel potřebný počet sekund v držení. Ve finále se utkal nečekaně s podobně mladým Ukrajincem Romanem Honťukem. V úvodní minutě kontroval Ukrajincům pokus o kučiki-taoši chvatem o-uči-gari a dostal se do vedení na wazari. Další body (juko) přidal po pár sekundách když kontroval Honťukům pokus o morote-gari technikou obi-tori-gaeši. Finále rozhodl začátkem třetí minuty stylově na ippon technikou seoi-otoši. Před domácím publikem získal první zlatou olympijskou medaili.
Od roku 2005 přestoupil do vyšší střední váhy do 90 kg. V únoru vyhrál poprvé prestižní pařížský turnaj, ale měsíc na to se při pražském Noris cupu zranil a přišel o mistrovství Evropy v nizozemském Rotterdamu. Na zářijovém mistrovství světa v egyptské Káhiře ho zastavil až ve finále Japonec Hiroši Izumi. V roce 2006 začal poprvé koketovat s polotěžkou vahou do 100 kg.
V roce 2007 se dostal poprvé na pomyslný vrchol popularity. Vyrostl na gruzínském venkově a na periferii hlavního města Tbilisi za mezinárodním letištěm. Judo se začal učit až v pozdějším věku a návyky z tradičního gruzínského zápasu si nesl po celou sportovní kariéru. Iliadis nebyl v představitelem klasického juda, velmi patrné je to na vysokém počtu penalizací (šido) za úchop proti pravidlům – pistolový úchop, jednostranný úchop (cross grip) apod. Jako vyhraněný pravák potřeboval soupeře chytit pravým úchopem na zádech nebo až na opasku. Jeho tokui-waza byl chvat označovaný gruzínskou terminologií mogverdi (მოგვერდი), v japonské termilogii goši-waza (boční techniky). Z mogverdi plynula celá škála chvatů, kterými si získal srdce nejednoho diváka. K jeho nejznámějším variatám goši-waza (mogverdi) patřilo curikomi-goši a jeho častější rukávová varianta sode-curikomi-goši, dále o-goši a opaskový hod curi-goši. Techniku curi-goši v několika zápasech předvedl v ojedinělé variantě z úchopu za opasek ze předu jako například proti Slováku Milanu Randlovi na olympijských hrách v Londýně v roce 2012. Z pažních technik (te-waza) u něho dominoval chvat seoi-otoši, opět v judisticky neučebnicovém provedení po gruzínsku zvaném kisruli (კისრული). Do roku 2012, kdy byl kompletně zakázán úchop pod pasem často házel soupeře zvedačkami sukui-nage nebo zápasnickou kata-gurumou jako například Valentyna Hrekova na mistrovství světa v brazilském Riu v roce 2007. Z nožních technik aši-waza byl pro jeho judo charakteristický chvat uči-mata, kterou na tělo dotahoval strhem joko-sutemi-waza uči-mata-makikomi. Neměl v oblibě zalamováky ko-soto-gake, ale měl výborně propracovaný chvat o-uči-gari, v gruzínském zápase nazývaný ceruli (ცერული). Po celou sportovní kariéru se pořádně nenaučil základní judistický chvat o-soto-gari, který pokud do něj musel nastoupit tak dotahoval v kombinaci se strhem o-soto-makikomi, aši-gurumou nebo dokonce harai-goši. Ze strhů ma-sutemi-waza prováděl pouze chvat ura-nage. Ura-nage často kombinoval s o-goši a právě tato kombinace v judu označovaná jo ucuri-goši patří k jeho nejefektivnějším hodům, například na Kano Cupu v roce 2007 zvítězil tímto chvatem proti Japonci Tacuki Masubučimu. Boj na zemi (ne-waza) byl jeho slabinou a vyhýbal se mu. O techniky škrcení nebo páčení se v zápasech nesnažil. Zvládal pouze techniky znehybnění (osaekomi-waza) jako dokončení po provedeném chvatu nebo když se mu soupeř při stahovaní na zemi nabídl. V tomto případě ho dokázal svojí hrubou fyzickou silou zalehnout a imobilizovat.
Na zářijovém mistrovství světa v Riu v roce 2007 vybojoval druhým místem jistou účast na olympijských hrách v Pekingu v roce 2008 ve střední váze do 90 kg. V olympijském roce však startoval z neznámého důvodu ve vyšší polotěžké váze do 100 kg, nabízí se varianta vybojovat další účastnické místo pro Řecko na olympiádě. V přípravě na mistrovství Evropy v portugalském Lisabonu si však na dubnovém tréninkovém kempu v Budapešti při randori prolomil koleno a plány na získání další olympijské licence pro kamaráda z reprezentace vzaly za své. Na srpnové olympijské hry v Pekingu se dal zdravotně dohromady a byl dokonce zvolen vlajkonošem řecké výpravy. Neměl však štěstí na los. Souboj úvodního kola dvou favoritů na medaili s Nizozemcem Markem Huizingou prohrál minutu před koncem časového limitu na ippon technikou uči-mata.
Neúspěch na olympiádě, vleklé problémy s operovanými koleny a v roce 2009 i neznámé virové onemocnění se podepsaly na jeho další sportovní kariéře. Z opěvovaného profesionála z roku 2007 během dvou let spadl na samotné dno. Na jaře 2010 dokonce uvažoval ukončit sportovní kariéru. Změna v přípravě mu však pomohla vrátit se zpět. Z tohoto období pochází jeho slavný výrok "I Must Win". Dva tituly mistra světa ze září 2010 a 2011 ho katapultovaly zpátky na vrchol. Na srpnové olympijské hry v Londýně odjížděl jako nasazená světová jednička. V Londýně ho vyřadil ve čtvrtfinále jeho největší rival Rus Kirill Děnisov, prohrou na body (juko) spadl do oprav. Z oprav postoupil do souboje o třetí místo proti Brazilci Tiagu Camilovi. Vyrovnaný souboj o třetí místo rozhodl v poslední minutě hrací doby, když jeho soupeř vyšlápl z tatami a obdržel rozhodující šido. Získal bronzovou olympijskou medaili.
V roce 2014 prodělal další operaci kolene. Na srpnovém mistrovství světa v ruské Kazani získal svůj třetí titul mistra světa ve střední váze do 90 kg, ale byl to začátek postupného úpadku formy. Na listopadovém Grand Slamu v Abú Zabí v roce 2015 v pěti zápasech předvedl pasivní judo, na které diváci nebyli zvyklí. V jediném zápase nebodoval a vítězil pouze na tresty z boje o úchop. Při svém čtvrtém startu na olympijských hrách v Riu v roce 2016 jeho porážka na ippon s Číňanem Čcheng Sün-čaem nebyla tak velkým překvapení. Po olympijských hrách se rozhodl ukončit sportovní kariéru.
V roce 2017 kvůli sponzorským povinnostem účastnil mistrovství světa bez rozdílu vah v marocké Marrákeši, kde vypadl v úvodním kole. Jinak se již aktivně věnoval trenérské práci doma v Gruzii. V roce 2019 přijal nabídku Uzbekistánského olympijského výboru připravit pro olympijské hry v Tokiu uzbekistánské střední váhy.

### Výsledky v judu
| Turnaj             | Gruzie | Řecko | Řecko | Řecko | Řecko              | Řecko              | Řecko              | Řecko              | Řecko              | Řecko              | Řecko              | Řecko              | Řecko              | Řecko              | Řecko              | Řecko              |
| Turnaj             | 2001   | 2002  | 2003  | 2004  | 2005               | 2006               | 2007               | 2008               | 2009               | 2010               | 2011               | 2012               | 2013               | 2014               | 2015               | 2016               |
| Turnaj             | 15*    | 16*   | 17*   | 18*   | 19*                | 20*                | 21*                | 22*                | 23*                | 24*                | 25*                | 26*                | 27*                | 28*                | 29*                | 30*                |
| Turnaj             | –73    | –73   | –73   | –81   | –90 (střední váha) | –90 (střední váha) | –90 (střední váha) | –90 (střední váha) | –90 (střední váha) | –90 (střední váha) | –90 (střední váha) | –90 (střední váha) | –90 (střední váha) | –90 (střední váha) | –90 (střední váha) | –90 (střední váha) |
| ------------------ | ------ | ----- | ----- | ----- | ------------------ | ------------------ | ------------------ | ------------------ | ------------------ | ------------------ | ------------------ | ------------------ | ------------------ | ------------------ | ------------------ | ------------------ |
| Olympijské hry     |        |       |       | 1.    |                    |                    |                    | úč.                |                    |                    |                    | 3.                 |                    |                    |                    | úč.                |
| Mistrovství světa  | —      |       | úč.   |       | 2.                 |                    | 2.                 |                    | úč.                | 1.                 | 1.                 |                    | 3.                 | 1.                 | úč.                |                    |
| Evropské hry       |        |       |       |       |                    |                    |                    |                    |                    |                    |                    |                    |                    |                    | 3.                 |                    |
| Mistrovství Evropy | —      | —     | —     | 1.    | —                  | úč.                | úč.                | —                  | —                  | 3.                 | 1.                 | úč.                | úč.                | —                  | 3.                 | úč.                |
| Středomořské hry   | —      |       |       |       | 1.                 |                    |                    |                    | 1.                 |                    |                    |                    | —                  |                    |                    |                    |
| Turnaj mistrů      |        |       |       |       |                    |                    |                    |                    |                    | —                  | 2.                 | 5.                 | 1.                 |                    | 7.                 | 5.                 |
| VC Japonska        | —      |       | —     |       | úč.                |                    | 1.                 | —                  | —                  | —                  | 5.                 | 2.                 | úč.                | úč.                | úč.                | —                  |
| VC Francie         | —      | —     | —     | 3.    | 1.                 | —                  | 2.                 | 1.                 | úč.                | —                  | —                  | —                  | úč.                | —                  | —                  | —                  |
| VC Ruska           | —      | —     | —     | —     | —                  | —                  | 1.                 | —                  | úč.                | 5.                 | 1.                 | 1.                 | —                  | —                  | —                  | —                  |
| VC Německa         | —      | —     | úč.   | 3.    | —                  | —                  | 1.                 | —                  | úč.                | —                  | 5.                 | —                  | 3.                 | 1.                 | —                  | 7.                 |
| ME do 23 let       |        |       | 1.    | —     | —                  | 1.                 | —                  | —                  |                    |                    |                    |                    |                    |                    |                    |                    |
| MS juniorů         | —      | úč.   |       | —     |                    |                    |                    |                    |                    |                    |                    |                    |                    |                    |                    |                    |
| ME juniorů         | —      | 3.    | úč.   | —     | —                  |                    |                    |                    |                    |                    |                    |                    |                    |                    |                    |                    |
| EYOF               | 1.     |       |       |       |                    |                    |                    |                    |                    |                    |                    |                    |                    |                    |                    |                    |
| ME dorostenců      |        | 1.    |       |       |                    |                    |                    |                    |                    |                    |                    |                    |                    |                    |                    |                    |

### Olympijské hry a mistrovství světa
| Olympijské hry a mistrovství světa | Olympijské hry a mistrovství světa | Olympijské hry a mistrovství světa | Olympijské hry a mistrovství světa | Olympijské hry a mistrovství světa                | Olympijské hry a mistrovství světa | Olympijské hry a mistrovství světa | Olympijské hry a mistrovství světa |
| Kolo                               | Výsledek                           | Bilance                            | Soupeř                             | Výsledek                                          | Datum                              | Turnaj                             | Místo                              |
| 2016 Olympijské hry do 90 kg       | 2016 Olympijské hry do 90 kg       | 2016 Olympijské hry do 90 kg       | 2016 Olympijské hry do 90 kg       | 2016 Olympijské hry do 90 kg                      | 2016 Olympijské hry do 90 kg       | 2016 Olympijské hry do 90 kg       | 2016 Olympijské hry do 90 kg       |
| ---------------------------------- | ---------------------------------- | ---------------------------------- | ---------------------------------- | ------------------------------------------------- | ---------------------------------- | ---------------------------------- | ---------------------------------- |
| 1/32                               | prohra                             | 44-9                               | Čcheng Sün-čao (CHN)               | 0:17 / 000 / 100 / osg*                           | 10. srpna 2016                     | Olympijské hry                     | Rio de Janeiro, Brazílie           |
| 2015 Mistrovství světa do 90 kg    |                                    |                                    |                                    |                                                   |                                    |                                    |                                    |
| 1/16                               | prohra                             | 44-8                               | Lchagvasürengín Otgonbátar (MGL)   | 5:14 (gs) / 0003 / 1003 / ogo                     | 27. srpna 2015                     | Mistrovství světa                  | Astana, Kazachstán                 |
| 1/32                               | vítězství                          | 44-7                               | Ciril Grossklaus (SUI)             | 1:39 / 100 / 0001 / isn                           | 27. srpna 2015                     | Mistrovství světa                  | Astana, Kazachstán                 |
| 2014 Mistrovství světa do 90 kg    |                                    |                                    |                                    |                                                   |                                    |                                    |                                    |
| finále                             | vítězství                          | 43-7                               | Krisztián Tóth (HUN)               | 2:04 / 100 / 0001 / osm                           | 28. srpna 2014                     | Mistrovství světa                  | Čeljabinsk, Rusko                  |
| semifinále                         | vítězství                          | 42-7                               | Sherali Jo‘rayev (UZB)             | 0011 / 0003 / tsg                                 | 28. srpna 2014                     | Mistrovství světa                  | Čeljabinsk, Rusko                  |
| čtvrtfinále                        | vítězství                          | 41-7                               | Guillaume Elmont (NED)             | 4:11 / 0002 / 0004 / jusei-gači                   | 28. srpna 2014                     | Mistrovství světa                  | Čeljabinsk, Rusko                  |
| 1/16                               | vítězství                          | 40-7                               | Célio Dias (POR)                   | 4:57 / 100 / 0003 / agu                           | 28. srpna 2014                     | Mistrovství světa                  | Čeljabinsk, Rusko                  |
| 1/32                               | vítězství                          | 39-7                               | Mervin Rodríguez (VEN)             | 3:05 / 102 / 0002 / tgo                           | 28. srpna 2014                     | Mistrovství světa                  | Čeljabinsk, Rusko                  |
| 2013 Mistrovství světa do 90 kg    |                                    |                                    |                                    |                                                   |                                    |                                    |                                    |
| o 3. místo                         | vítězství                          | 38-7                               | Joakim Dvärby (SWE)                | 4:21 / 101 / 0002 / stg, ogo                      | 30. srpna 2013                     | Mistrovství světa                  | Rio de Janeiro, Brazílie           |
| semifinále                         | prohra                             | 37-7                               | Asley González (CUB)               | 5:48 (gs) / 0003 / 0013 / son*                    | 30. srpna 2013                     | Mistrovství světa                  | Rio de Janeiro, Brazílie           |
| čtvrtfinále                        | vítězství                          | 37-6                               | Karolis Bauža (LTU)                | 1:42 / 100 / 000 / uma                            | 30. srpna 2013                     | Mistrovství světa                  | Rio de Janeiro, Brazílie           |
| 1/16                               | vítězství                          | 36-6                               | Čingiz Mamedov (KGZ)               | 1:19 / 000 / 000 / jusei-gači (lg)                | 30. srpna 2013                     | Mistrovství světa                  | Rio de Janeiro, Brazílie           |
| 1/32                               | vítězství                          | 35-6                               | Guillaume Elmont (NED)             | 010 / 0003 / tgo                                  | 30. srpna 2013                     | Mistrovství světa                  | Rio de Janeiro, Brazílie           |
| 1/64                               | vítězství                          | 34-6                               | Milan Randl (SVK)                  | 2:33 / 1001 / 0001 / oug+držení                   | 30. srpna 2013                     | Mistrovství světa                  | Rio de Janeiro, Brazílie           |
| 2012 Olympijské hry do 90 kg       |                                    |                                    |                                    |                                                   |                                    |                                    |                                    |
| o 3. místo                         | vítězství                          | 33-6                               | Tiago Camilo (BRA)                 | 0011 / 0002 / jusei-gači                          | 31. července 2012                  | Olympijské hry                     | Londýn, Spojené království         |
| opravy                             | vítězství                          | 32-6                               | Mark Anthony (AUS)                 | 0:39 / 100 / 000 / stg                            | 31. července 2012                  | Olympijské hry                     | Londýn, Spojené království         |
| čtvrtfinále                        | prohra                             | 31-6                               | Kirill Děnisov (RUS)               | 000 / 002 / uma, yot                              | 31. července 2012                  | Olympijské hry                     | Londýn, Spojené království         |
| 1/16                               | vítězství                          | 31-5                               | Karolis Bauža (LTU)                | 010 / 0003 / jusei-gači                           | 31. července 2012                  | Olympijské hry                     | Londýn, Spojené království         |
| 1/32                               | vítězství                          | 30-5                               | Milan Randl (SVK)                  | 0111 / 0002 / tgo                                 | 31. července 2012                  | Olympijské hry                     | Londýn, Spojené království         |
| 2011 Mistrovství světa do 90 kg    |                                    |                                    |                                    |                                                   |                                    |                                    |                                    |
| finále                             | vítězství                          | 29-5                               | Daiki Nišijama (JPN)               | 3:31 / 100 / 000 / tsg+osg                        | 29. srpna 2011                     | Mistrovství světa                  | Paříž, Francie                     |
| semifinále                         | vítězství                          | 28-5                               | Kirill Děnisov (RUS)               | 4:19 / 1001 / 0001 / una                          | 29. srpna 2011                     | Mistrovství světa                  | Paříž, Francie                     |
| čtvrtfinále                        | vítězství                          | 27-5                               | Hugo Pessanha (BRA)                | 3:10 / 110 / 0003 / ouc                           | 29. srpna 2011                     | Mistrovství světa                  | Paříž, Francie                     |
| 1/16                               | vítězství                          | 26-5                               | Ivan Remarenko (MDA)               | 1:10 / 100 / 000 / isn                            | 29. srpna 2011                     | Mistrovství světa                  | Paříž, Francie                     |
| 1/32                               | vítězství                          | 25-5                               | Iljás Bújákúb (ALG)                | 4:03 / 0201 / 0003 / držení                       | 29. srpna 2011                     | Mistrovství světa                  | Paříž, Francie                     |
| 1/64                               | vítězství                          | 24-5                               | Robert Krawczyk (POL)              | 0011 / 0002 / jusei-gači                          | 29. srpna 2011                     | Mistrovství světa                  | Paříž, Francie                     |
| 2010 Mistrovství světa do 90 kg    |                                    |                                    |                                    |                                                   |                                    |                                    |                                    |
| finále                             | vítězství                          | 23-5                               | Daiki Nišijama (JPN)               | 3:14 / 100 / 000 / hrg                            | 10. září 2010                      | Mistrovství světa                  | Tokio, Japonsko                    |
| semifinále                         | vítězství                          | 22-5                               | Elchan Mammadov (AZE)              | 2:00 / 100 / 000 / uma                            | 10. září 2010                      | Mistrovství světa                  | Tokio, Japonsko                    |
| čtvrtfinále                        | vítězství                          | 21-5                               | Tiago Camilo (BRA)                 | 3:50 / 0001 / 001 / tos*, tgo                     | 10. září 2010                      | Mistrovství světa                  | Tokio, Japonsko                    |
| 1/16                               | vítězství                          | 20-5                               | Takaši Ono (JPN)                   | 001 / 0001 / osg+tsg                              | 10. září 2010                      | Mistrovství světa                  | Tokio, Japonsko                    |
| 1/32                               | vítězství                          | 19-5                               | Mindia Bodaveli (GEO)              | 0101 / 0003 / jusei-gači                          | 10. září 2010                      | Mistrovství světa                  | Tokio, Japonsko                    |
| 1/64                               | vítězství                          | 18-5                               | Nikola Milošević (SRB)             | 1:24 / 100 / 0001 / hrg                           | 10. září 2010                      | Mistrovství světa                  | Tokio, Japonsko                    |
| 2009 Mistrovství světa do 90 kg    |                                    |                                    |                                    |                                                   |                                    |                                    |                                    |
| 1/32                               | prohra                             | 17-5                               | Milan Randl (SVK)                  | 3:39 / 0013 / 0202 / kug*                         | 29. srpna 2009                     | Mistrovství světa                  | Rotterdam, Nizozemsko              |
| 1/64                               | vítězství                          | 17-4                               | Varlam Lipartelijani (GEO)         | 0112 / 0012 / kta                                 | 29. srpna 2009                     | Mistrovství světa                  | Rotterdam, Nizozemsko              |
| 2008 Olympijské hry do 90 kg       |                                    |                                    |                                    |                                                   |                                    |                                    |                                    |
| 1/32                               | prohra                             | 16-4                               | Mark Huizinga (NED)                | 3:47 / 00012 / 10101 / uma                        | 13. srpna 2008                     | Olympijské hry                     | Peking, Čína                       |
| 2007 Mistrovství světa do 90 kg    |                                    |                                    |                                    |                                                   |                                    |                                    |                                    |
| finále                             | prohra                             | 16-3                               | Irakli Cirekidze (GEO)             | 5:58 (gs) / 0000 / 0010 / oug*                    | 14. září 2007                      | Mistrovství světa                  | Rio de Janeiro, Brazílie           |
| semifinále                         | vítězství                          | 16-2                               | Mark Huizinga (NED)                | 8:46 (gs) / 0100 / 0000 / oga                     | 14. září 2007                      | Mistrovství světa                  | Rio de Janeiro, Brazílie           |
| čtvrtfinále                        | vítězství                          | 15-2                               | Hišám Misbah (EGY)                 | 0011 / 00011 / ?                                  | 14. září 2007                      | Mistrovství světa                  | Rio de Janeiro, Brazílie           |
| 1/16                               | vítězství                          | 14-2                               | Valentyn Hrekov (UKR)              | 0:50 / 1000 / 0000 / kgu                          | 14. září 2007                      | Mistrovství světa                  | Rio de Janeiro, Brazílie           |
| 1/32                               | vítězství                          | 13-2                               | Che Jen-ču (CHN)                   | 3:37 / 1100 / 0000 / soo                          | 14. září 2007                      | Mistrovství světa                  | Rio de Janeiro, Brazílie           |
| 2005 Mistrovství světa do 90 kg    |                                    |                                    |                                    |                                                   |                                    |                                    |                                    |
| finále                             | prohra                             | 12-2                               | Hiroši Izumi (JPN)                 | 1:23 / 00001 / 1011 / umg*, oug+uma               | 9. září 2005                       | Mistrovství světa                  | Káhira, Egypt                      |
| semifinále                         | vítězství                          | 12-1                               | Andrej Kazusjonok (BLR)            | 3:05 / 10101 / 00012 / osg                        | 9. září 2005                       | Mistrovství světa                  | Káhira, Egypt                      |
| čtvrtfinále                        | vítězství                          | 11-1                               | Chasanbi Taov (RUS)                | 2:14 / 1000 / 0000 / tgo                          | 9. září 2005                       | Mistrovství světa                  | Káhira, Egypt                      |
| 1/16                               | vítězství                          | 10-1                               | David Alarza (ESP)                 | 2:51 / 1001 / 00011 / suk                         | 9. září 2005                       | Mistrovství světa                  | Káhira, Egypt                      |
| 1/32                               | vítězství                          | 9-1                                | Thomas Beck (DEN)                  | ? / 1000 / 0000 / ?                               | 9. září 2005                       | Mistrovství světa                  | Káhira, Egypt                      |
| 1/64                               | vítězství                          | 8-1                                | Renato Morais (POR)                | ? / 1000 / 0000 / ?                               | 9. září 2005                       | Mistrovství světa                  | Káhira, Egypt                      |
| 2004 Olympijské hry do 81 kg       |                                    |                                    |                                    |                                                   |                                    |                                    |                                    |
| finále                             | vítězství                          | 7-1                                | Roman Honťuk (UKR)                 | 2:06 / 1110 / 0000 / soo                          | 17. srpna 2004                     | Olympijské hry                     | Athény, Řecko                      |
| semifinále                         | vítězství                          | 6-1                                | Dmitrij Nosov (RUS)                | 1:50 / 1010 / 0000 / soo+držení                   | 17. srpna 2004                     | Olympijské hry                     | Athény, Řecko                      |
| čtvrtfinále                        | vítězství                          | 5-1                                | Kwon Jong-u (KOR)                  | 5:42 (gs) / 0200 / 01103 / suk, 2×ktg*, sogo-gači | 17. srpna 2004                     | Olympijské hry                     | Athény, Řecko                      |
| 1/16                               | vítězství                          | 4-1                                | Ariel Sganga (ARG)                 | ? / 0103 / 00001 / tsg, kiken-gači                | 17. srpna 2004                     | Olympijské hry                     | Athény, Řecko                      |
| 1/32                               | vítězství                          | 3-1                                | Morgan Endicott-Davies (AUS)       | 2:54 / 1002 / 00001 / soo                         | 17. srpna 2004                     | Olympijské hry                     | Athény, Řecko                      |
| 2003 Mistrovství světa do 73 kg    |                                    |                                    |                                    |                                                   |                                    |                                    |                                    |
| 1/16                               | prohra                             | 2-1                                | Júsuke Kanamaru (JPN)              | 4:35 / 01012 / 0020 / ksk, ogo+agu, ums*          | 13. září 2003                      | Mistrovství světa                  | Ósaka, Japonsko                    |
| 1/32                               | vítězství                          | 2-0                                | Davit Kevchišvili (GEO)            | ?                                                 | 13. září 2003                      | Mistrovství světa                  | Ósaka, Japonsko                    |
| 1/64                               | vítězství                          | 1-0                                | Luiz Miranda (CRC)                 | ?                                                 | 13. září 2003                      | Mistrovství světa                  | Ósaka, Japonsko                    |

### Mistrovství Evropy / Evropské hry
| Mistrovství Evropy / Evropské hry               | Mistrovství Evropy / Evropské hry | Mistrovství Evropy / Evropské hry | Mistrovství Evropy / Evropské hry | Mistrovství Evropy / Evropské hry    | Mistrovství Evropy / Evropské hry | Mistrovství Evropy / Evropské hry | Mistrovství Evropy / Evropské hry |
| Kolo                                            | Výsledek                          | Bilance                           | Soupeř                            | Výsledek                             | Datum                             | Turnaj                            | Místo                             |
| 2016 Mistrovství Evropy do 90 kg                | 2016 Mistrovství Evropy do 90 kg  | 2016 Mistrovství Evropy do 90 kg  | 2016 Mistrovství Evropy do 90 kg  | 2016 Mistrovství Evropy do 90 kg     | 2016 Mistrovství Evropy do 90 kg  | 2016 Mistrovství Evropy do 90 kg  | 2016 Mistrovství Evropy do 90 kg  |
| ----------------------------------------------- | --------------------------------- | --------------------------------- | --------------------------------- | ------------------------------------ | --------------------------------- | --------------------------------- | --------------------------------- |
| 1/16                                            | prohra                            | 22-8                              | Piotr Kuczera (POL)               | 2:00 / 0001 / 100 / ksk              | 23. dubna 2016                    | Mistrovství Evropy                | Kazaň, Rusko                      |
| 1/32                                            | vítězství                         | 22-7                              | Marko Bubanja (MNE)               | 4:40 / 0202 / 0001 / hrg, uma        | 23. dubna 2016                    | Mistrovství Evropy                | Kazaň, Rusko                      |
| 2015 Mistrovství Evropy a Evropské hry do 90 kg |                                   |                                   |                                   |                                      |                                   |                                   |                                   |
| finále                                          | vítězství                         | 21-7                              | Beka Gvinyjašvili (GEO)           | 0002 / 0003 / jusei-gači             | 27. června 2015                   | Mistrovství Evropy                | Baku, Ázerbájdžán                 |
| opravy                                          | vítězství                         | 20-7                              | Aleksandar Kukolj (SRB)           | 0002 / 0003 / jusei-gači             | 27. června 2015                   | Mistrovství Evropy                | Baku, Ázerbájdžán                 |
| čtvrtfinále                                     | prohra                            | 19-7                              | Kirill Děnisov (RUS)              | 0003 / 0002 / jusei-gači             | 27. června 2015                   | Mistrovství Evropy                | Baku, Ázerbájdžán                 |
| 1/16                                            | vítězství                         | 19-6                              | Marc Odenthal (GER)               | 5:37 (gs) / 0102 / 0002 / kug        | 27. června 2015                   | Mistrovství Evropy                | Baku, Ázerbájdžán                 |
| 1/32                                            | vítězství                         | 18-6                              | David Kukovica (SLO)              | 0:0 / 001 / 0003 / son, 2×tgo        | 27. června 2015                   | Mistrovství Evropy                | Baku, Ázerbájdžán                 |
| 2014 Mistrovství Evropy – nestartoval           |                                   |                                   |                                   |                                      |                                   |                                   |                                   |
| 2013 Mistrovství Evropy do 90 kg                |                                   |                                   |                                   |                                      |                                   |                                   |                                   |
| 1/32                                            | prohra                            | 17-6                              | Alexandr Marmeljuk (EST)          | 1:25 / 000 / 100 / stg               | 27. dubna 2013                    | Mistrovství Evropy                | Budapešť, Maďarsko                |
| 2012 Mistrovství Evropy do 90 kg                |                                   |                                   |                                   |                                      |                                   |                                   |                                   |
| 1/16                                            | prohra                            | 17-5                              | Christophe Lambert (GER)          | 4:15 / 000 / 000 / tgo, tsg, ksk*    | 28. dubna 2012                    | Mistrovství Evropy                | Čeljabinsk, Rusko                 |
| 1/32                                            | vítězství                         | 17-4                              | Max Schirnhofer (AUT)             | 010 / 000 / stg                      | 28. dubna 2012                    | Mistrovství Evropy                | Čeljabinsk, Rusko                 |
| 2011 Mistrovství Evropy do 90 kg                |                                   |                                   |                                   |                                      |                                   |                                   |                                   |
| finále                                          | vítězství                         | 16-4                              | Kirill Děnisov (RUS)              | 011 / 0001 / stg, kou                | 23. dubna 2011                    | Mistrovství Evropy                | Istanbul, Turecko                 |
| semifinále                                      | vítězství                         | 15-4                              | Robert Krawczyk (POL)             | 0011 / 0002 / jusei-gači             | 23. dubna 2011                    | Mistrovství Evropy                | Istanbul, Turecko                 |
| čtvrtfinále                                     | vítězství                         | 14-4                              | Grigorij Minaškin (EST)           | 3:40 / 1101 / 0003 / soo             | 23. dubna 2011                    | Mistrovství Evropy                | Istanbul, Turecko                 |
| 1/16                                            | vítězství                         | 13-4                              | Kamil Magomedov (RUS)             | 4:40 / 1012 / 0012 / suk             | 23. dubna 2011                    | Mistrovství Evropy                | Istanbul, Turecko                 |
| 1/32                                            | vítězství                         | 12-4                              | Matthieu Dafreville (FRA)         | 2:42 / 100 / 000 / kum               | 23. dubna 2011                    | Mistrovství Evropy                | Istanbul, Turecko                 |
| 2010 Mistrovství Evropy do 90 kg                |                                   |                                   |                                   |                                      |                                   |                                   |                                   |
| o 3. místo                                      | vítězství                         | 11-4                              | Max Schirnhofer (AUT)             | 3:37 / 1001 / 000 / osg              | 24. dubna 2010                    | Mistrovství Evropy                | Vídeň, Rakousko                   |
| opravy                                          | vítězství                         | 10-4                              | Matt Purssey (GBR)                | 2:53 / 101 / 0002 / suk              | 24. dubna 2010                    | Mistrovství Evropy                | Vídeň, Rakousko                   |
| čtvrtfinále                                     | prohra                            | 9-4                               | Elchan Mammadov (AZE)             | 1:18 / 0001 / 000 / oga              | 24. dubna 2010                    | Mistrovství Evropy                | Vídeň, Rakousko                   |
| 1/16                                            | vítězství                         | 9-3                               | Romain Buffet (FRA)               | 0022 / 001 / suk, uts                | 24. dubna 2010                    | Mistrovství Evropy                | Vídeň, Rakousko                   |
| 1/32                                            | vítězství                         | 8-3                               | Aaron Hildebrand (GER)            | 4:24 / 1112 / 0012 / kub, soo        | 24. dubna 2010                    | Mistrovství Evropy                | Vídeň, Rakousko                   |
| 2009 Mistrovství Evropy – nestartoval           |                                   |                                   |                                   |                                      |                                   |                                   |                                   |
| 2008 Mistrovství Evropy – nestartoval           |                                   |                                   |                                   |                                      |                                   |                                   |                                   |
| 2007 Mistrovství Evropy do 90 kg                |                                   |                                   |                                   |                                      |                                   |                                   |                                   |
| 1/16                                            | prohra                            | 7-3                               | Elchan Mammadov (AZE)             | 00111 / 01011 / suk*                 | 8. dubna 2007                     | Mistrovství Evropy                | Bělehrad, Srbsko                  |
| 1/32                                            | vítězství                         | 7-2                               | Samuel Mäki (FIN)                 | ? / 1000 / 0000 / ?                  | 8. dubna 2007                     | Mistrovství Evropy                | Bělehrad, Srbsko                  |
| 2006 Mistrovství Evropy do 90 kg                |                                   |                                   |                                   |                                      |                                   |                                   |                                   |
| opravy                                          | prohra                            | 6-2                               | Jevgenij Borodavko (LAT)          | ? / 0010 / 1000 / ?                  | 27. květen 2007                   | Mistrovství Evropy                | Tampere, Finsko                   |
| čtvrtfinále                                     | prohra                            | 6-1                               | Krzysztof Węglarz (POL)           | 00011 / 00021 / ?                    | 27. květen 2007                   | Mistrovství Evropy                | Tampere, Finsko                   |
| 1/16                                            | vítězství                         | 6-0                               | Karolis Bauža (LTU)               | 00101 / 00022 / jusei-gači           | 27. květen 2007                   | Mistrovství Evropy                | Tampere, Finsko                   |
| 1/32                                            | vítězství                         | 5-0                               | Valentyn Hrekov (UKR)             | 0001 / 00001 / jusei-gači            | 27. květen 2007                   | Mistrovství Evropy                | Tampere, Finsko                   |
| 2005 Mistrovství Evropy – nestartoval           |                                   |                                   |                                   |                                      |                                   |                                   |                                   |
| 2004 Mistrovství Evropy do 81 kg                |                                   |                                   |                                   |                                      |                                   |                                   |                                   |
| finále                                          | vítězství                         | 4-0                               | Ole Bischof (GER)                 | 3:24 / 1011 / 01001 / kug, oug*, uma | 15. květen 2004                   | Mistrovství Evropy                | Bukurešť, Rumunsko                |
| semifinále                                      | vítězství                         | 3-0                               | Dmitrij Nosov (RUS)               | 1:28 / 1000 / 0000 / ?               | 15. květen 2004                   | Mistrovství Evropy                | Bukurešť, Rumunsko                |
| čtvrtfinále                                     | vítězství                         | 2-0                               | Giedrius Karavackas (LTU)         | 0:57 / 10011 / 00011 / ?             | 15. květen 2004                   | Mistrovství Evropy                | Bukurešť, Rumunsko                |
| 1/16                                            | vítězství                         | 1-0                               | Ricardo Etxarte (ESP)             | 1:24 / 10101 / ?                     | 15. květen 2004                   | Mistrovství Evropy                | Bukurešť, Rumunsko                |

### Světový pohár
| Světový pohár                      | Světový pohár               | Světový pohár                | Světový pohár                                | Světový pohár               | Světový pohár               | Světový pohár                     |
| Výsledek                           | Bilance                     | Soupeř                       | Výsledek                                     | Datum                       | Turnaj                      | Místo                             |
| 2016 Turnaj mistrů do 90 kg        | 2016 Turnaj mistrů do 90 kg | 2016 Turnaj mistrů do 90 kg  | 2016 Turnaj mistrů do 90 kg                  | 2016 Turnaj mistrů do 90 kg | 2016 Turnaj mistrů do 90 kg | 2016 Turnaj mistrů do 90 kg       |
| ---------------------------------- | --------------------------- | ---------------------------- | -------------------------------------------- | --------------------------- | --------------------------- | --------------------------------- |
| prohra                             | 144-48                      | Marcus Nyman (SWE)           | fusen-gači                                   | 29. květen 2016             | Turnaj mistrů 2016          | Guadalajara, Mexiko               |
| prohra                             | 144-47                      | Mašú Beiká (JPN)             | 0002 / 0113 / oug, umm                       | 29. květen 2016             | Turnaj mistrů 2016          | Guadalajara, Mexiko               |
| vítězství                          | 144-46                      | Mihael Žgank (SLO)           | 0102 / 000 / smk                             | 29. květen 2016             | Turnaj mistrů 2016          | Guadalajara, Mexiko               |
| vítězství                          | 143-46                      | Joakim Dvärby (SWE)          | 3:38 / 0002 / 0004 / jusei-gači              | 29. květen 2016             | Turnaj mistrů 2016          | Guadalajara, Mexiko               |
| 2016 Grand Prix do 90 kg           |                             |                              |                                              |                             |                             |                                   |
| prohra                             | 142-46                      | Gantulgyn Altanbagana (MGL)  | 0003 / 0001 / jusei-gači                     | 21. únor 2016               | Grand Prix 2016             | Düsseldorf, Německo               |
| prohra                             | 142-45                      | Marcus Nyman (SWE)           | 000 / 0101 / sug*                            | 21. únor 2016               | Grand Prix 2016             | Düsseldorf, Německo               |
| vítězství                          | 142-44                      | Marc Odenthal (GER)          | 0101 / 0013 / ksg*, uma                      | 21. únor 2016               | Grand Prix 2016             | Düsseldorf, Německo               |
| vítězství                          | 141-44                      | Ludovic Gobert (FRA)         | 3:09 / 0001 / 0004 / jusei-gači              | 21. únor 2016               | Grand Prix 2016             | Düsseldorf, Německo               |
| 2015 Grand Slam do 90 kg           |                             |                              |                                              |                             |                             |                                   |
| prohra                             | 140-44                      | Kirill Voprosov (RUS)        | fusen-gači                                   | 6. prosinec 2015            | Grand Slam 2015             | Tokio, Japonsko                   |
| vítězství                          | 140-43                      | Aleksandr Marmeljuk (EST)    | 4:59 / 1011 / 0002 / uma, držení             | 6. prosinec 2015            | Grand Slam 2015             | Tokio, Japonsko                   |
| 2015 Grand Prix do 90 kg           |                             |                              |                                              |                             |                             |                                   |
| vítězství                          | 139-43                      | Krisztián Tóth (HUN)         | 4:29 / 1001 / 0013 / uts*, ksk+drž           | 28. listopadu 2015          | Grand Prix 2015             | Čedžu, Jižní Korea                |
| prohra                             | 138-43                      | Kwak Tong-han (KOR)          | 0003 / 0001 / jusei-gači                     | 28. listopadu 2015          | Grand Prix 2015             | Čedžu, Jižní Korea                |
| vítězství                          | 138-42                      | Alexandre Iddir (FRA)        | 5:57 (gs) / 0113 / 0013 / isn*, uma+soo, tno | 28. listopadu 2015          | Grand Prix 2015             | Čedžu, Jižní Korea                |
| vítězství                          | 137-42                      | Nelson Martínez (VEN)        | 2:50 / 100 / 0001 / umm                      | 28. listopadu 2015          | Grand Prix 2015             | Čedžu, Jižní Korea                |
| vítězství                          | 136-42                      | Čcheng Sün-čao (CHN)         | 1:54 / 1001 / 010 / tno*, tkg+drž            | 28. listopadu 2015          | Grand Prix 2015             | Čedžu, Jižní Korea                |
| 2015 Grand Slam do 90 kg           |                             |                              |                                              |                             |                             |                                   |
| prohra                             | 135-42                      | Marcus Nyman (SWE)           | 3:51 / 0014 / 000 / jusei-gači               | 1. listopad 2015            | Grand Slam 2015             | Abú Zabí, Spojené arabské emiráty |
| prohra                             | 135-41                      | Noël van 't End (NED)        | 6:46 (gs) / 0002 / 0001 / jusei-gači         | 1. listopad 2015            | Grand Slam 2015             | Abú Zabí, Spojené arabské emiráty |
| vítězství                          | 135-40                      | Komronšoch Ustopirijon (TJK) | 0001 / 0003 / jusei-gači                     | 1. listopad 2015            | Grand Slam 2015             | Abú Zabí, Spojené arabské emiráty |
| vítězství                          | 134-40                      | Eduardo Bettoni (BRA)        | 4:13 / 0001 / 0004 / jusei-gači              | 1. listopad 2015            | Grand Slam 2015             | Abú Zabí, Spojené arabské emiráty |
| vítězství                          | 133-40                      | Karolis Bauža (LTU)          | 0:00 / 0002 / 0004 / jusei-gači              | 1. listopad 2015            | Grand Slam 2015             | Abú Zabí, Spojené arabské emiráty |
| 2015 Turnaj mistrů do 90 kg        |                             |                              |                                              |                             |                             |                                   |
| prohra                             | 132-40                      | Noël van 't End (NED)        | 2:13 / 0001 / 1001 / stg                     | 24. květen 2015             | Turnaj mistrů 2015          | Rabat, Maroko                     |
| prohra                             | 132-39                      | Beka Gvinyjašvili (GEO)      | 000 / 0103 / ?                               | 24. květen 2015             | Turnaj mistrů 2015          | Rabat, Maroko                     |
| vítězství                          | 132-38                      | Komronšoch Ustopirijon (TJK) | 2:57 / 100 / 0001 / uma                      | 24. květen 2015             | Turnaj mistrů 2015          | Rabat, Maroko                     |
| 2014 Grand Slam do 90 kg           |                             |                              |                                              |                             |                             |                                   |
| prohra                             | 131-38                      | Aleksandar Kukolj (SRB)      | 0003 / 0013 / tgo                            | 7. prosinec 2014            | Grand Slam 2014             | Tokio, Japonsko                   |
| vítězství                          | 131-37                      | Vadym Syňavskyj (UKR)        | 0102 / 0002 / tgo                            | 7. prosinec 2014            | Grand Slam 2014             | Tokio, Japonsko                   |
| 2014 Grand Prix do 90 kg           |                             |                              |                                              |                             |                             |                                   |
| vítězství                          | 130-37                      | Noël van 't End (NED)        | 0013 / 0003 / uma                            | 23. únor 2014               | Grand Prix 2014             | Düsseldorf, Německo               |
| vítězství                          | 129-37                      | Romain Buffet (FRA)          | 3:32 / 1001 / 0002 / držení                  | 23. únor 2014               | Grand Prix 2014             | Düsseldorf, Německo               |
| vítězství                          | 128-37                      | Ciril Grossklaus (SUI)       | 1:59 / 110 / 0001 / isn, tkg                 | 23. únor 2014               | Grand Prix 2014             | Düsseldorf, Německo               |
| vítězství                          | 127-37                      | Beka Gvinyjašvili (GEO)      | 5:09 (gs) / 0013 / 0003 / ouc                | 23. únor 2014               | Grand Prix 2014             | Düsseldorf, Německo               |
| 2013 Grand Prix do 90 kg           |                             |                              |                                              |                             |                             |                                   |
| prohra                             | 126-37                      | Kwak Tong-han (KOR)          | 6:14 (gs) / 0003 / 1003 / uma                | 6. prosinec 2013            | Grand Prix 2013             | Čedžu, Jižní Korea                |
| vítězství                          | 126-36                      | Joakim Dvärby (SWE)          | 4:05 / 1101 / 0002 / tgo, oug                | 6. prosinec 2013            | Grand Prix 2013             | Čedžu, Jižní Korea                |
| vítězství                          | 125-36                      | Vadym Syňavskyj (UKR)        | 3:39 / 1103 / 0002 / una, ogo                | 6. prosinec 2013            | Grand Prix 2013             | Čedžu, Jižní Korea                |
| 2013 Grand Slam do 100 kg          |                             |                              |                                              |                             |                             |                                   |
| prohra                             | 124-36                      | Lukáš Krpálek (CZE)          | 0003 / 0013 / sug                            | 1. prosinec 2013            | Grand Slam 2013             | Tokio, Japonsko                   |
| vítězství                          | 124-35                      | Tomasz Domański (POL)        | 0103 / 0012 / son*, uma                      | 1. prosinec 2013            | Grand Slam 2013             | Tokio, Japonsko                   |
| 2013 Turnaj mistrů do 90 kg        |                             |                              |                                              |                             |                             |                                   |
| vítězství                          | 123-35                      | Kirill Děnisov (RUS)         | fusen-gači /                                 | 26. květen 2013             | Turnaj mistrů 2013          | Ťumeň, Rusko                      |
| vítězství                          | 122-35                      | Asley González (CUB)         | 3:36 / 0003 / 0004 / jusei-gači              | 26. květen 2013             | Turnaj mistrů 2013          | Ťumeň, Rusko                      |
| vítězství                          | 121-35                      | Valentyn Hrekov (UKR)        | 1:46 / 010 / 0001 / son, kiken-gači          | 26. květen 2013             | Turnaj mistrů 2013          | Ťumeň, Rusko                      |
| vítězství                          | 120-35                      | Alexandr Jurečka (CZE)       | 0101 / 0003 /                                | 26. květen 2013             | Turnaj mistrů 2013          | Ťumeň, Rusko                      |
| 2013 Grand Prix do 90 kg           |                             |                              |                                              |                             |                             |                                   |
| vítězství                          | 119-35                      | Axel Clerget (FRA)           | 4:33 / 1111 / 000 / držení, una              | 24. únor 2013               | Grand Prix 2013             | Düsseldorf, Německo               |
| prohra                             | 118-35                      | Tiago Camilo (BRA)           | 0:28 / 000 / 100 / uma                       | 24. únor 2013               | Grand Prix 2013             | Düsseldorf, Německo               |
| vítězství                          | 118-34                      | Zviad Gogočuri (GEO)         | 4:17 / 0003 / 0004 / jusei-gači              | 24. únor 2013               | Grand Prix 2013             | Düsseldorf, Německo               |
| vítězství                          | 117-34                      | Šahin Gahramanov (AZE)       | 1:19 / 100 / 0001 / soo                      | 24. únor 2013               | Grand Prix 2013             | Düsseldorf, Německo               |
| vítězství                          | 116-34                      | Krisztián Tóth (HUN)         | 000 / 0002 / jusei-gači                      | 24. únor 2013               | Grand Prix 2013             | Düsseldorf, Německo               |
| 2013 Grand Slam do 100 kg          |                             |                              |                                              |                             |                             |                                   |
| prohra                             | 115-34                      | Dmitrij Peters (GER)         | 4:13 / 0004 / 0102 / osg*, jusei-gači        | 10. únor 2013               | Grand Slam 2013             | Paříž, Francie                    |
| 2012 Grand Slam do 100 kg          |                             |                              |                                              |                             |                             |                                   |
| prohra                             | 115-33                      | Daisuke Kobajaši (JPN)       | 4:09 / 0001 / 1001 / uma                     | 2. prosinec 2012            | Grand Slam 2012             | Tokio, Japonsko                   |
| vítězství                          | 115-32                      | Maxim Rakov (KAZ)            | 000 / 0001 / jusei-gači                      | 2. prosinec 2012            | Grand Slam 2012             | Tokio, Japonsko                   |
| vítězství                          | 114-32                      | Thierry Fabre (FRA)          | 5:09 (gs) / 1001 / 0001 / hrm                | 2. prosinec 2012            | Grand Slam 2012             | Tokio, Japonsko                   |
| vítězství                          | 113-32                      | Luciano Corrêa (BRA)         | 4:06 / 1002 / 0011 / suk                     | 2. prosinec 2012            | Grand Slam 2012             | Tokio, Japonsko                   |
| vítězství                          | 112-32                      | Takumi Asanuma (JPN)         | 3:57 / 1101 / 0003 / tsg                     | 2. prosinec 2012            | Grand Slam 2012             | Tokio, Japonsko                   |
| 2012 Grand Slam do 90 kg           |                             |                              |                                              |                             |                             |                                   |
| vítězství                          | 111-32                      | Grigorij Suljomin (RUS)      | 2:45 / 1001 / 0001 / tgo                     | 27. květen 2012             | Grand Slam 2012             | Moskva, Rusko                     |
| vítězství                          | 110-32                      | Milan Randl (SVK)            | 0111 / 0003 / stg                            | 27. květen 2012             | Grand Slam 2012             | Moskva, Rusko                     |
| vítězství                          | 109-32                      | Kamil Magomedov (RUS)        | 0102 / 0013 / jusei-gači                     | 27. květen 2012             | Grand Slam 2012             | Moskva, Rusko                     |
| vítězství                          | 108-32                      | Komronšoch Ustopirijon (TJK) | 3:00 / 101 / 0002 / stg+osm                  | 27. květen 2012             | Grand Slam 2012             | Moskva, Rusko                     |
| 2012 Turnaj mistrů do 90 kg        |                             |                              |                                              |                             |                             |                                   |
| prohra                             | 107-32                      | Masaši Nišijama (JPN)        | 0002 / 001 / jusei-gači                      | 15. ledna 2012              | Turnaj mistrů 2012          | Almaty, Kazachstán                |
| vítězství                          | 107-31                      | I Kju-won (KOR)              | 0101 / 0001 / umg                            | 15. ledna 2012              | Turnaj mistrů 2012          | Almaty, Kazachstán                |
| 2011 Grand Slam do 90 kg           |                             |                              |                                              |                             |                             |                                   |
| prohra                             | 106-31                      | Asley González (CUB)         | 6:02 (gs) / 0012 / 0022 / osg+stg            | 11. prosinec 2011           | Grand Slam 2011             | Tokio, Japonsko                   |
| vítězství                          | 106-30                      | Milan Randl (SVK)            | 2:10 / 100 / 0001 / isn                      | 11. prosinec 2011           | Grand Slam 2011             | Tokio, Japonsko                   |
| vítězství                          | 105-30                      | Christopher Lambert (GER)    | 4:59 / 102 / 0002 / ?                        | 11. prosinec 2011           | Grand Slam 2011             | Tokio, Japonsko                   |
| 2011 Grand Slam do 90 kg           |                             |                              |                                              |                             |                             |                                   |
| vítězství                          | 104-30                      | Daiki Nišijama (JPN)         | 0:45 / 100 / 000 / stg                       | 29. květen 2011             | Grand Slam 2011             | Moskva, Rusko                     |
| vítězství                          | 103-30                      | Roberto Meloni (ITA)         | 002 / 0002 / hrg                             | 29. květen 2011             | Grand Slam 2011             | Moskva, Rusko                     |
| vítězství                          | 102-30                      | Abdul Omarov (RUS)           | 0011 / 0002 / jusei-gači                     | 29. květen 2011             | Grand Slam 2011             | Moskva, Rusko                     |
| vítězství                          | 101-30                      | Héctor Campos (ARG)          | 0:27 / 100 / 000 / stg                       | 29. květen 2011             | Grand Slam 2011             | Moskva, Rusko                     |
| vítězství                          | 100-30                      | Nuraly Yalkapow (TKM)        | 1:43 / 021 / 000 / umm, soo, uma             | 29. květen 2011             | Grand Slam 2011             | Moskva, Rusko                     |
| 2011 Grand Prix do 90 kg           |                             |                              |                                              |                             |                             |                                   |
| prohra                             | 99-30                       | Vadym Syňavskyj (UKR)        | 4:48 / 000 / 100 / oug                       | 20. února 2011              | Grand Prix 2011             | Düsseldorf, Německo               |
| vítězství                          | 99-29                       | Andrej Kazusjonok (BLR)      | 0:19 / 100 / 000 / stg                       | 20. února 2011              | Grand Prix 2011             | Düsseldorf, Německo               |
| vítězství                          | 98-29                       | Aaron Hildebrand (GER)       | 4:47 / 1112 / 0011 / son, osm                | 20. února 2011              | Grand Prix 2011             | Düsseldorf, Německo               |
| 2011 Turnaj mistrů do 90 kg        |                             |                              |                                              |                             |                             |                                   |
| prohra                             | 97-29                       | Elchan Mammadov (AZE)        | 2:07 / 0001 / 100 / suk                      | 16. ledna 2011              | Turnaj mistrů 2011          | Baku, Ázerbájdžán                 |
| vítězství                          | 97-28                       | Kirill Děnisov (RUS)         | 2:49 / 100 / 000 / ogr                       | 16. ledna 2011              | Turnaj mistrů 2011          | Baku, Ázerbájdžán                 |
| vítězství                          | 96-28                       | Masaši Nišijama (JPN)        | 0011 / 0002 / jusei-gači                     | 16. ledna 2011              | Turnaj mistrů 2011          | Baku, Ázerbájdžán                 |
| vítězství                          | 95-28                       | Marcus Nyman (SWE)           | 5:37 (gs) / 010 / 0001 / stg                 | 16. ledna 2011              | Turnaj mistrů 2011          | Baku, Ázerbájdžán                 |
| 2010 Grand Slam do 90 kg           |                             |                              |                                              |                             |                             |                                   |
| prohra                             | 94-28                       | Dilshod Choriyev (UZB)       | 1:50 / 1002 / 0011 / ksk                     | 4. červenec 2010            | Grand Slam 2010             | Moskva, Rusko                     |
| vítězství                          | 94-27                       | Varlam Lipartelijani (GEO)   | 4:16 / 0203 / 0103 / umg                     | 4. červenec 2010            | Grand Slam 2010             | Moskva, Rusko                     |
| vítězství                          | 93-27                       | Viktor Semjonov (RUS)        | 4:52 / 1101 / 000 / stg, držení              | 4. červenec 2010            | Grand Slam 2010             | Moskva, Rusko                     |
| 2010 Continental Open do 90 kg     |                             |                              |                                              |                             |                             |                                   |
| vítězství                          | 92-27                       | Mindia Bodaveli (GEO)        | 2:17 / 1001 / 0011 / sta                     | 6. červen 2010              | Continental Open 2010       | Madrid, Španělsko                 |
| prohra                             | 91-27                       | Tiago Camilo (BRA)           | 1:08 / 000 / 100 / umg                       | 6. červen 2010              | Continental Open 2010       | Madrid, Španělsko                 |
| vítězství                          | 91-26                       | Nikola Milošević (SRB)       | 0:43 / 100 / 000                             | 6. červen 2010              | Continental Open 2010       | Madrid, Španělsko                 |
| vítězství                          | 90-26                       | Krzysztof Węglarz (POL)      | 3:17 / 1101 / 0013                           | 6. červen 2010              | Continental Open 2010       | Madrid, Španělsko                 |
| vítězství                          | 89-26                       | Alexandre L'homme (FRA)      | 1:25 / 100 / 0001                            | 6. červen 2010              | Continental Open 2010       | Madrid, Španělsko                 |
| 2010 Continental Open do 90 kg     |                             |                              |                                              |                             |                             |                                   |
| vítězství                          | 88-26                       | Marcus Nyman (SWE)           | 4:42 / 1003 / 0101 / oug                     | 30. květen 2010             | Continental Open 2010       | São Paulo, Brazílie               |
| prohra                             | 87-26                       | Varlam Lipartelijani (GEO)   | 000 / 0001 / jusei-gači                      | 30. květen 2010             | Continental Open 2010       | São Paulo, Brazílie               |
| vítězství                          | 87-25                       | Tiago Camilo (BRA)           | 3:59 / 0201 / 0003 / uma, sogo-gači          | 30. květen 2010             | Continental Open 2010       | São Paulo, Brazílie               |
| vítězství                          | 86-25                       | Walter Facente (ITA)         | 2:41 / 111 / 0002 / umg, ogo, soo            | 30. květen 2010             | Continental Open 2010       | São Paulo, Brazílie               |
| vítězství                          | 85-25                       | Dmitrij Gerasimenko (RUS)    | 2:36 / 101 / 0001 / oug+držení               | 30. květen 2010             | Continental Open 2010       | São Paulo, Brazílie               |
| 2010 Grand Slam do 90 kg           |                             |                              |                                              |                             |                             |                                   |
| prohra                             | 84-25                       | Kirill Děnisov (RUS)         | 6:20 (gs) / 0011 / 0002 / jusei-gači         | 23. květen 2010             | Grand Slam 2010             | Rio de Janeiro, Brazílie          |
| vítězství                          | 84-24                       | Tamás Madarász (HUN)         | 3:23 / 111 / 0002 / kta                      | 23. květen 2010             | Grand Slam 2010             | Rio de Janeiro, Brazílie          |
| 2010 Grand Prix do 90 kg           |                             |                              |                                              |                             |                             |                                   |
| prohra                             | 83-24                       | Varlam Lipartelijani (GEO)   | 2:51 / 0103 / 1103                           | 9. květen 2010              | Grand Prix 2010             | Tunis, Tunisko                    |
| vítězství                          | 83-23                       | Masúd Džalílvand (IRI)       | 1:14 / 100 / 0001                            | 9. květen 2010              | Grand Prix 2010             | Tunis, Tunisko                    |
| 2009 Continental Open do 90 kg     |                             |                              |                                              |                             |                             |                                   |
| prohra                             | 82-23                       | Nicolas Brisson (FRA)        | 0001 / 000 / jusei-gači                      | 14. červen 2009             | Continental Open 2009       | Tallinn, Estonsko                 |
| vítězství                          | 82-22                       | Walter Facente (ITA)         | 1:20 / 1101 / 0001                           | 14. červen 2009             | Continental Open 2009       | Tallinn, Estonsko                 |
| vítězství                          | 81-22                       | Vadym Syňavskyj (UKR)        | 1:25 / 1001 / 0001                           | 14. červen 2009             | Continental Open 2009       | Tallinn, Estonsko                 |
| vítězství                          | 80-22                       | Martins Lukins (LAT)         | 2:54 / 020 / 000                             | 14. červen 2009             | Continental Open 2009       | Tallinn, Estonsko                 |
| 2009 Grand Slam do 100 kg          |                             |                              |                                              |                             |                             |                                   |
| prohra                             | 79-22                       | Takamasa Anai (JPN)          | 001 / 0002 / jusei-gači                      | 31. květen 2009             | Grand Slam 2009             | Moskva, Rusko                     |
| 2009 Grand Prix do 90 kg           |                             |                              |                                              |                             |                             |                                   |
| prohra                             | 79-21                       | Hugo Silva (POR)             | 0021 / 0121 / agu*, ogo, sug*, tgo           | 22. únor 2009               | Grand Prix 2009             | Hamburg, Německo                  |
| 2009 Grand Slam do 90 kg           |                             |                              |                                              |                             |                             |                                   |
| prohra                             | 79-20                       | Matthieu Dafreville (FRA)    | 1:16 / 0001 / 100 / hkg                      | 8. únor 2009                | Grand Slam 2009             | Paříž, Francie                    |
| vítězství                          | 79-19                       | Valentyn Hrekov (UKR)        | 4:57 / 100 / 0011 / ksk*, isn                | 8. únor 2009                | Grand Slam 2009             | Paříž, Francie                    |
| 2008 Super World Cup do 100 kg     |                             |                              |                                              |                             |                             |                                   |
| vítězství                          | 78-19                       | Najdangín Tüvšinbajar (MGL)  | 4:59 / 11002 / 0010 / umm, oug               | 10. únor 2007               | World Cup 2008              | Paříž, Francie                    |
| vítězství                          | 77-19                       | Takamasa Anai (JPN)          | 3:11 / 10001 / 0001 / tgo                    | 10. únor 2007               | World Cup 2008              | Paříž, Francie                    |
| vítězství                          | 76-19                       | Ariel Ze'evi (ISR)           | 0101 / 01001 / son*, osg,                    | 10. únor 2007               | World Cup 2008              | Paříž, Francie                    |
| vítězství                          | 75-19                       | Thierry Fabre (NED)          | 3:01 / 1002 / 00001 / kta, soo               | 10. únor 2007               | World Cup 2008              | Paříž, Francie                    |
| vítězství                          | 74-19                       | Iván Vega (ESP)              | 4:02 / 1002 / 00001 / ?                      | 10. únor 2007               | World Cup 2008              | Paříž, Francie                    |
| vítězství                          | 73-19                       | Vjačeslav Michajlin (RUS)    | 0010 / 0000 / ouc                            | 10. únor 2007               | World Cup 2008              | Paříž, Francie                    |
| 2008 World Cup do 100 kg           |                             |                              |                                              |                             |                             |                                   |
| prohra                             | 72-19                       | Levan Žoržolijani (GEO)      | juko                                         | 28. leden 2008              | World Cup 2008              | Tbilisi, Gruzie                   |
| vítězství                          | 72-18                       | Movlud Miralijev (AZE)       | ippon                                        | 28. leden 2008              | World Cup 2008              | Tbilisi, Gruzie                   |
| vítězství                          | 71-18                       | Levan Razmadze (GEO)         | juko                                         | 28. leden 2008              | World Cup 2008              | Tbilisi, Gruzie                   |
| vítězství                          | 70-18                       | Primož Ferjan (SLO)          | ippon                                        | 28. leden 2008              | World Cup 2008              | Tbilisi, Gruzie                   |
| vítězství                          | 69-18                       | Ruslan Gasymov (RUS)         | koka                                         | 28. leden 2008              | World Cup 2008              | Tbilisi, Gruzie                   |
| 2007 Kano Cup do 90 kg             |                             |                              |                                              |                             |                             |                                   |
| vítězství                          | 68-18                       | Hiroši Izumi (JPN)           | 0010 / 0000 / uts                            | 9. prosince 2007            | World Grand Prix 2007       | Tokio, Japonsko                   |
| vítězství                          | 67-18                       | Tacuki Masubuči (JPN)        | 1:51 / 1001 / 0100 / tos, uma+oug*, uts      | 9. prosince 2007            | World Grand Prix 2007       | Tokio, Japonsko                   |
| vítězství                          | 66-18                       | Júta Jazaki (JPN)            | 5:50 (gs) / 0001 / 00001 / jusei-gači        | 9. prosince 2007            | World Grand Prix 2007       | Tokio, Japonsko                   |
| vítězství                          | 65-18                       | Patrick Trezise (RSA)        | 1:43 / 0210 / 0000 / ?                       | 9. prosince 2007            | World Grand Prix 2007       | Tokio, Japonsko                   |
| 2007 World Cup do 100 kg           |                             |                              |                                              |                             |                             |                                   |
| prohra                             | 64-18                       | Christophe Humbert (FRA)     | 0000 / 0011                                  | 23. září 2007               | World Cup 2007              | Birmingham, Spojené království    |
| vítězství                          | 64-17                       | Michael Jurack (GER)         | 1000 / 0010                                  | 23. září 2007               | World Cup 2007              | Birmingham, Spojené království    |
| vítězství                          | 63-17                       | Oleksij Danylov (UKR)        | 01001 / 0001                                 | 23. září 2007               | World Cup 2007              | Birmingham, Spojené království    |
| prohra                             | 62-17                       | Šao Ning (CHN)               | 0000 / 1000                                  | 23. září 2007               | World Cup 2007              | Birmingham, Spojené království    |
| vítězství                          | 62-16                       | Elco van der Geest (NED)     | 1000 / 0000                                  | 23. září 2007               | World Cup 2007              | Birmingham, Spojené království    |
| 2007 World Cup do 90 kg            |                             |                              |                                              |                             |                             |                                   |
| vítězství                          | 61-16                       | Andrej Kazusjonok (BLR)      | 1000 / 0000                                  | 20. květen 2007             | World Cup 2007              | Bukurešť, Rumunsko                |
| vítězství                          | 60-16                       | Henk Grol (NED)              | 11001 / 00013                                | 20. květen 2007             | World Cup 2007              | Bukurešť, Rumunsko                |
| vítězství                          | 59-16                       | Sergei Aschwanden (SUI)      | 1010 / 00001                                 | 20. květen 2007             | World Cup 2007              | Bukurešť, Rumunsko                |
| vítězství                          | 58-16                       | Björn Bachmann (GER)         | 1021 / 00001                                 | 20. květen 2007             | World Cup 2007              | Bukurešť, Rumunsko                |
| vítězství                          | 57-16                       | Tagir Chajbulajev (RUS)      | 02111 / 0001                                 | 20. květen 2007             | World Cup 2007              | Bukurešť, Rumunsko                |
| 2007 Super World Cup do 90 kg      |                             |                              |                                              |                             |                             |                                   |
| vítězství                          | 56-16                       | Krzysztof Węglarz (POL)      | 1000 / 0000                                  | 25. únor 2007               | World Cup 2007              | Moskva, Rusko                     |
| vítězství                          | 55-16                       | Henk Grol (NED)              | 1000 / 0000                                  | 25. únor 2007               | World Cup 2007              | Moskva, Rusko                     |
| vítězství                          | 54-16                       | Matthieu Dafreville (FRA)    | 1011 / 00001                                 | 25. únor 2007               | World Cup 2007              | Moskva, Rusko                     |
| vítězství                          | 53-16                       | Björn Bachmann (GER)         | 1000 / 0000                                  | 25. únor 2007               | World Cup 2007              | Moskva, Rusko                     |
| vítězství                          | 52-16                       | Zaur Bagirov (AZE)           | 1000 / 0000                                  | 25. únor 2007               | World Cup 2007              | Moskva, Rusko                     |
| 2007 World Cup do 90 kg            |                             |                              |                                              |                             |                             |                                   |
| vítězství                          | 51-16                       | David Alarza (ESP)           | 10011 / 00011                                | 29. duben 2007              | World Cup 2007              | Řím, Itálie                       |
| vítězství                          | 50-16                       | Henk Grol (NED)              | 1000 / 0000                                  | 29. duben 2007              | World Cup 2007              | Řím, Itálie                       |
| vítězství                          | 49-16                       | Elchan Mammadov (AZE)        | 1000 / 0000                                  | 29. duben 2007              | World Cup 2007              | Řím, Itálie                       |
| vítězství                          | 48-16                       | Ivan Tomasetti (ITA)         | 1001 / 00001                                 | 29. duben 2007              | World Cup 2007              | Řím, Itálie                       |
| prohra                             | 47-16                       | Zurab Zviadauri (GEO)        | 0000 / 1001                                  | 29. duben 2007              | World Cup 2007              | Řím, Itálie                       |
| vítězství                          | 47-15                       | Nicolas Brisson (FRA)        | 1000 / 0000                                  | 29. duben 2007              | World Cup 2007              | Řím, Itálie                       |
| 2007 Super World Cup do 90 kg      |                             |                              |                                              |                             |                             |                                   |
| vítězství                          | 46-15                       | David Alarza (ESP)           | 1000 / 0000                                  | 25. únor 2007               | World Cup 2007              | Hamburg, Německo                  |
| vítězství                          | 45-15                       | Nicolas Brisson (FRA)        | 4:19 / 1010 / 0010 / 2×oug                   | 25. únor 2007               | World Cup 2007              | Hamburg, Německo                  |
| vítězství                          | 44-15                       | Maxim Rakov (KAZ)            | 0010 / 00002                                 | 25. únor 2007               | World Cup 2007              | Hamburg, Německo                  |
| vítězství                          | 43-15                       | Hwang Hui-te (KOR)           | 00611 / 0002                                 | 25. únor 2007               | World Cup 2007              | Hamburg, Německo                  |
| vítězství                          | 42-15                       | Ali Mohammadnija (IRI)       | 0030 / 00002                                 | 25. únor 2007               | World Cup 2007              | Hamburg, Německo                  |
| 2007 Super World Cup do 90 kg      |                             |                              |                                              |                             |                             |                                   |
| prohra                             | 41-15                       | Chasanbi Taov (RUS)          | 0000 / 1010                                  | 12. únor 2007               | World Cup 2007              | Paříž, Francie                    |
| vítězství                          | 41-14                       | David Pérez (ESP)            | 1000 / 0000                                  | 12. únor 2007               | World Cup 2007              | Paříž, Francie                    |
| vítězství                          | 40-14                       | Mark Huizinga (NED)          | 1000 / 0000                                  | 12. únor 2007               | World Cup 2007              | Paříž, Francie                    |
| vítězství                          | 39-14                       | Ammár bin Jachlef (ALG)      | 0200 / 0000                                  | 12. únor 2007               | World Cup 2007              | Paříž, Francie                    |
| vítězství                          | 38-14                       | Toni Besolí (AND)            | 1000 / 0000                                  | 12. únor 2007               | World Cup 2007              | Paříž, Francie                    |
| 2006 World Cup do 90 kg            |                             |                              |                                              |                             |                             |                                   |
| vítězství                          | 37-14                       | Renato Morais (POR)          | ?                                            | 16. duben 2006              | World Cup 2006              | Lisabon, Portugalsko              |
| prohra                             | 36-14                       | Irakli Cirekidze (GEO)       | ?                                            | 16. duben 2006              | World Cup 2006              | Lisabon, Portugalsko              |
| vítězství                          | 36-13                       | James Austin (GBR)           | ?                                            | 16. duben 2006              | World Cup 2006              | Lisabon, Portugalsko              |
| vítězství                          | 35-13                       | Miguel Almeida (POR)         | ?                                            | 16. duben 2006              | World Cup 2006              | Lisabon, Portugalsko              |
| 2006 World Cup do 90 kg            |                             |                              |                                              |                             |                             |                                   |
| vítězství                          | 34-13                       | Björn Bachmann (GER)         | 1001 / 0000                                  | 19. březen 2006             | World Cup 2006              | Rotterdam, Nizozemsko             |
| vítězství                          | 33-13                       | Che Jen-ču (CHN)             | 1000 / 0000                                  | 19. březen 2006             | World Cup 2006              | Rotterdam, Nizozemsko             |
| vítězství                          | 32-13                       | Basjan Berkhout (NED)        | 0212 / 00001                                 | 19. březen 2006             | World Cup 2006              | Rotterdam, Nizozemsko             |
| vítězství                          | 31-13                       | Bálint Farkas (HUN)          | 0041 / 00002                                 | 19. březen 2006             | World Cup 2006              | Rotterdam, Nizozemsko             |
| 2006 World Cup do 90 kg            |                             |                              |                                              |                             |                             |                                   |
| prohra                             | 30-13                       | Mark Huizinga (NED)          | 00001 / 0001                                 | 5. březen 2006              | World Cup 2006              | Praha, Česko                      |
| vítězství                          | 30-12                       | Henk Grol (NED)              | 00101 / 00012                                | 5. březen 2006              | World Cup 2006              | Praha, Česko                      |
| vítězství                          | 29-12                       | Meheddi Khaldoun (FRA)       | 1000 / 0000                                  | 5. březen 2006              | World Cup 2006              | Praha, Česko                      |
| vítězství                          | 28-12                       | Tagir Chajbulajev (RUS)      | 01111 / 00111                                | 5. březen 2006              | World Cup 2006              | Praha, Česko                      |
| vítězství                          | 27-12                       | João Taveira (POR)           | 1001 / 0000                                  | 5. březen 2006              | World Cup 2006              | Praha, Česko                      |
| 2005 Noris World Cup do 90 kg      |                             |                              |                                              |                             |                             |                                   |
| prohra                             | 26-12                       | Pavol Jurčík (SVK)           | 00001 / 1001                                 | 13. březen 2005             | World Cup 2005              | Praha, Česko                      |
| vítězství                          | 26-11                       | Gregor Greif (SLO)           | 1001 / 00001                                 | 13. březen 2005             | World Cup 2005              | Praha, Česko                      |
| 2005 Tournoi de Paris do 90 kg     |                             |                              |                                              |                             |                             |                                   |
| vítězství                          | 25-11                       | Frédéric Stiegelmann (FRA)   | 02012 / 00101                                | 6. únor 2005                | World Cup 2005              | Paříž, Francie                    |
| vítězství                          | 24-11                       | Christophe Humbert (FRA)     | 1100 / 0001                                  | 6. únor 2005                | World Cup 2005              | Paříž, Francie                    |
| vítězství                          | 23-11                       | David Bozouklian (FRA)       | 10001 / 0001                                 | 6. únor 2005                | World Cup 2005              | Paříž, Francie                    |
| vítězství                          | 22-11                       | Roberto Meloni (ITA)         | 11022 / 00101                                | 6. únor 2005                | World Cup 2005              | Paříž, Francie                    |
| vítězství                          | 21-11                       | Peter Cousins (GBR)          | 10001 / 0001                                 | 6. únor 2005                | World Cup 2005              | Paříž, Francie                    |
| 2005 Kano Cup bez rozdílu vah      |                             |                              |                                              |                             |                             |                                   |
| prohra                             | 20-11                       | Takamasa Anai (JPN)          | 00003 / 0101                                 | 5. ledna 2005               | International tournament    | Tokio, Japonsko                   |
| vítězství                          | 20-10                       | Michele Monti (ITA)          | ? / 10021 / 00111 / oug                      | 5. ledna 2005               | International tournament    | Tokio, Japonsko                   |
| 2004 "A" Tournament do 81 kg       |                             |                              |                                              |                             |                             |                                   |
| prohra                             | 19-10                       | Eigo Nose (JPN)              | ?                                            | 28. březen 2004             | World Cup 2004              | Minsk, Bělorusko                  |
| vítězství                          | 19-9                        | Anthony Rodriguez (FRA)      | ?                                            | 28. březen 2004             | World Cup 2004              | Minsk, Bělorusko                  |
| vítězství                          | 18-9                        | Roman Honťuk (UKR)           | ?                                            | 28. březen 2004             | World Cup 2004              | Minsk, Bělorusko                  |
| prohra                             | 17-9                        | Sergej Šundikov (BLR)        | ?                                            | 28. březen 2004             | World Cup 2004              | Minsk, Bělorusko                  |
| vítězství                          | 17-8                        | Roberto Meloni (ITA)         | ?                                            | 28. březen 2004             | World Cup 2004              | Minsk, Bělorusko                  |
| vítězství                          | 16-8                        | Boris Novotný (SVK)          | ?                                            | 28. březen 2004             | World Cup 2004              | Minsk, Bělorusko                  |
| 2004 "Super A" Tournament do 81 kg |                             |                              |                                              |                             |                             |                                   |
| vítězství                          | 15-8                        | Nick Hein (GER)              | 0:46 / 1000 / 0000                           | 21. únor 2004               | World Cup 2004              | Hamburg, Německo                  |
| prohra                             | 14-8                        | Dmitrij Nosov (RUS)          | 1:26 / 0000 / 1000                           | 21. únor 2004               | World Cup 2004              | Hamburg, Německo                  |
| vítězství                          | 14-7                        | Jun Tong-sik (KOR)           | 01101 / 0001                                 | 21. únor 2004               | World Cup 2004              | Hamburg, Německo                  |
| vítězství                          | 13-7                        | Roberto Meloni (ITA)         | 1110 / 01002                                 | 21. únor 2004               | World Cup 2004              | Hamburg, Německo                  |
| vítězství                          | 12-7                        | Reza Naeimi (QAT)            | fusen-gači                                   | 21. únor 2004               | World Cup 2004              | Hamburg, Německo                  |
| vítězství                          | 11-7                        | Jorge Benavente (ESP)        | 0:55 / 1000 / 0010                           | 21. únor 2004               | World Cup 2004              | Hamburg, Německo                  |
| 2004 Tournoi de Paris do 81 kg     |                             |                              |                                              |                             |                             |                                   |
| vítězství                          | 10-7                        | Giuseppe Maddaloni (ITA)     | ?                                            | 7. únor 2004                | World Cup 2004              | Paříž, Francie                    |
| prohra                             | 9-7                         | Anthony Rodriguez (FRA)      | 00201 / 1001                                 | 7. únor 2004                | World Cup 2004              | Paříž, Francie                    |
| vítězství                          | 9-6                         | Sylvio Adigery (FRA)         | 1110 / 0021                                  | 7. únor 2004                | World Cup 2004              | Paříž, Francie                    |
| vítězství                          | 8-6                         | Albert Minasyan (ARM)        | 10111 / 00011                                | 7. únor 2004                | World Cup 2004              | Paříž, Francie                    |
| vítězství                          | 7-6                         | Thomas Cousins (GBR)         | 02012 /00101                                 | 7. únor 2004                | World Cup 2004              | Paříž, Francie                    |
| vítězství                          | 6-6                         | Roberto Meloni (ITA)         | 1000 / 0010                                  | 7. únor 2004                | World Cup 2004              | Paříž, Francie                    |
| 2003 "Super A" Tournament do 73 kg |                             |                              |                                              |                             |                             |                                   |
| prohra                             | 5-6                         | João Neto (POR)              | 01002 / 0110                                 | 22. únor 2003               | World Cup 2003              | Hamburg, Německo                  |
| prohra                             | 5-5                         | Christophe Massina (FRA)     | 00012 / 00101                                | 22. únor 2003               | World Cup 2003              | Hamburg, Německo                  |
| vítězství                          | 5-4                         | Nikola Nikolić (SCG)         | 10112 /00102                                 | 22. únor 2003               | World Cup 2003              | Hamburg, Německo                  |
| vítězství                          | 4-4                         | Wolfgang Amoussou (GER)      | 10001 / 0001                                 | 22. únor 2003               | World Cup 2003              | Hamburg, Německo                  |
| 2003 "A" Tournament do 73 kg       |                             |                              |                                              |                             |                             |                                   |
| prohra                             | 3-4                         | Rubert Martínez (CUB)        | 00101 / 1001                                 | 15. únor 2003               | World Cup 2003              | Budapešť, Maďarsko                |
| vítězství                          | 3-3                         | Vitalij Makarov (RUS)        | 1000 / 0100                                  | 15. únor 2003               | World Cup 2003              | Budapešť, Maďarsko                |
| prohra                             | 2-3                         | João Neto (POR)              | 00011 / 10111                                | 15. únor 2003               | World Cup 2003              | Budapešť, Maďarsko                |
| 2003 "A" Tournament do 73 kg       |                             |                              |                                              |                             |                             |                                   |
| prohra                             | 2-2                         | Levan Sulikašvili (GEO)      | 00103 / 01102                                | 2. únor 2003                | World Cup 2003              | Tbilisi, Gruzie                   |
| prohra                             | 2-1                         | Davit Bodaveli (GEO)         | 0000 / 0001                                  | 2. únor 2003                | World Cup 2003              | Tbilisi, Gruzie                   |
| vítězství                          | 2-0                         | Afgan Mirzajev (AZE)         | 1000 / 0000                                  | 2. únor 2003                | World Cup 2003              | Tbilisi, Gruzie                   |
| vítězství                          | 1-0                         | Varudžan Israeljan (ARM)     | 1000 / 0000                                  | 2. únor 2003                | World Cup 2003              | Tbilisi, Gruzie                   |

### Ostatní mezinárodní turnaje
Turnaje, které se nepočítají do rankingu (žebříčku) IJF (před rokem 2009 do EJU) – turnaje bez rozdílu vah, různé mezinárodní turnaje (evropský pohár apod.), kontinentální hry, mládežnické turnaje (mistrovství světa a Evropy) a turnaje, které nespadají do kompetencí IJF (resp. MOV) – univerzitní, armádní, policejní, hasičské atd. turnaje. Mezi ostatní turnaje nejsou zahrnuty soutěže týmů (mistrovství světa týmů, ligové soutěže apod.) a exhibice.
| prohra                                                                      | Seidou Nji (CMR)            | 20. říjen 2019    | Armádní letní světové hry         | Wu-chan, Čína                 |
| vítězství                                                                   | Jakub Wójcik (POL)          | 20. říjen 2019    | Armádní letní světové hry         | Wu-chan, Čína                 |
| 2017 Mistrovství světa bez rozdílu vah                                      |                             |                   |                                   |                               |
| prohra                                                                      | Roy Meyer (NED)             | 11. listopad 2017 | Mistrovství světa bez rozdílu vah | Marrákéš, Maroko              |
| 2011 Mistrovství světa bez rozdílu vah                                      |                             |                   |                                   |                               |
| prohra                                                                      | Daniel Hernandes (BRA)      | 29. říjen 2011    | Mistrovství světa bez rozdílu vah | Ťumeň, Rusko                  |
| 2009 Středomořské hry do 90 kg                                              |                             |                   |                                   |                               |
| vítězství                                                                   | Mohamed Asrí (MAR)          | 5. červenec 2009  | Středomořské hry                  | Pescara, Itálie               |
| vítězství                                                                   | Iljás Bújákúb (ALG)         | 5. červenec 2009  | Středomořské hry                  | Pescara, Itálie               |
| vítězství                                                                   | Lorenzo Bagnoli (ITA)       | 5. červenec 2009  | Středomořské hry                  | Pescara, Itálie               |
| 2008 Evropský pohár do 100 kg                                               |                             |                   |                                   |                               |
| vítězství                                                                   | Vjačeslav Michajlin (RUS)   | 29. červen 2008   | Evropský pohár                    | Istanbul, Turecko             |
| vítězství                                                                   | Jevgenij Gryzin (RUS)       | 29. červen 2008   | Evropský pohár                    | Istanbul, Turecko             |
| vítězství                                                                   | Levan Žoržolijani (GEO)     | 29. červen 2008   | Evropský pohár                    | Istanbul, Turecko             |
| vítězství                                                                   | Roman Polosin (RUS)         | 29. červen 2008   | Evropský pohár                    | Istanbul, Turecko             |
| 2007 Armádní letní světové hry do 90 kg                                     |                             |                   |                                   |                               |
| vítězství                                                                   | Ramziddin Sajidov (UZB)     | 29. říjen 2007    | Armádní letní světové hry         | Haidarábád, Indie             |
| vítězství                                                                   | Hugo Pessanha (BRA)         | 29. říjen 2007    | Armádní letní světové hry         | Haidarábád, Indie             |
| vítězství                                                                   | Hannes Vetter (GER)         | 29. říjen 2007    | Armádní letní světové hry         | Haidarábád, Indie             |
| vítězství                                                                   | Gavin Coventry (IRL)        | 29. říjen 2007    | Armádní letní světové hry         | Haidarábád, Indie             |
| 2006 Mistrovství Evropy juniorů do 100 kg                                   |                             |                   |                                   |                               |
| vítězství                                                                   | Egidijus Žilinskas (LTU)    | 26. listopad 2006 | Mistrovství Evropy U23            | Moskva, Rusko                 |
| vítězství                                                                   | Aschab Kostojev (RUS)       | 26. listopad 2006 | Mistrovství Evropy U23            | Moskva, Rusko                 |
| vítězství                                                                   | Benjamin Behrla (GER)       | 26. listopad 2006 | Mistrovství Evropy U23            | Moskva, Rusko                 |
| vítězství                                                                   | Andy Burns (GBR)            | 26. listopad 2006 | Mistrovství Evropy U23            | Moskva, Rusko                 |
| 2005 Středomořské hry do 90 kg                                              |                             |                   |                                   |                               |
| vítězství                                                                   | Hišám Misbah (EGY)          | 1. červenec 2005  | Středomořské hry                  | Almería, Španělsko            |
| vítězství                                                                   | Francesco Lepre (ITA)       | 1. červenec 2005  | Středomořské hry                  | Almería, Španělsko            |
| vítězství                                                                   | David Alarza (ESP)          | 1. červenec 2005  | Středomořské hry                  | Almería, Španělsko            |
| vítězství                                                                   | Mohamed az-Zibak (SYR)      | 1. červenec 2005  | Středomořské hry                  | Almería, Španělsko            |
| 2003 Mistrovství Evropy juniorů do 73 kg                                    |                             |                   |                                   |                               |
| prohra                                                                      | Musejib Džafarov (AZE)      | 21. listopad 2003 | Mistrovství Evropy U20            | Sarajevo, Bosna a Hercegovina |
| prohra                                                                      | Ion Busanu (ROU)            | 21. listopad 2003 | Mistrovství Evropy U20            | Sarajevo, Bosna a Hercegovina |
| vítězství                                                                   | Jérémy Touati (SUI)         | 21. listopad 2003 | Mistrovství Evropy U20            | Sarajevo, Bosna a Hercegovina |
| vítězství                                                                   | Alexandr Burylov (RUS)      | 21. listopad 2003 | Mistrovství Evropy U20            | Sarajevo, Bosna a Hercegovina |
| 2003 Mistrovství Evropy juniorů do 73 kg                                    |                             |                   |                                   |                               |
| vítězství                                                                   | Varudžan Israeljan (ARM)    | 3. květen 2003    | Mistrovství Evropy U23            | Jerevan, Arménie              |
| vítězství                                                                   | Ruslan Luščykov (UKR)       | 3. květen 2003    | Mistrovství Evropy U23            | Jerevan, Arménie              |
| vítězství                                                                   | Dmitrij Bogatyrjov (RUS)    | 3. květen 2003    | Mistrovství Evropy U23            | Jerevan, Arménie              |
| vítězství                                                                   | Boris Veličkov (BUL)        | 3. květen 2003    | Mistrovství Evropy U23            | Jerevan, Arménie              |
| 2002 Mistrovství Evropy juniorů do 73 kg                                    |                             |                   |                                   |                               |
| vítězství                                                                   | Guy Vaserdam (ISR)          | 16. listopad 2002 | Mistrovství Evropy U20            | Rotterdam, Nizozemsko         |
| vítězství                                                                   | Aslan Šogenov (RUS)         | 16. listopad 2002 | Mistrovství Evropy U20            | Rotterdam, Nizozemsko         |
| vítězství                                                                   | Alexandru Goncearenco (ROU) | 16. listopad 2002 | Mistrovství Evropy U20            | Rotterdam, Nizozemsko         |
| prohra                                                                      | Stěpan Popov (BLR)          | 16. listopad 2002 | Mistrovství Evropy U20            | Rotterdam, Nizozemsko         |
| vítězství                                                                   | Tiziano Sangregorio (ITA)   | 16. listopad 2002 | Mistrovství Evropy U20            | Rotterdam, Nizozemsko         |
| vítězství                                                                   | Erik Tóth (SVK)             | 16. listopad 2002 | Mistrovství Evropy U20            | Rotterdam, Nizozemsko         |
| 2002 Mistrovství světa juniorů do 73 kg                                     |                             |                   |                                   |                               |
| prohra                                                                      | Röwşen Amandurdyýew (TKM)   | 14. září 2002     | Mistrovství světa U20             | Čedžu, Jižní Korea            |
| 2002 Mistrovství Evropy dorostenců do 73 kg                                 |                             |                   |                                   |                               |
| vítězství                                                                   | Andrej Kipcevič (BLR)       | 30. červen 2002   | Mistrovství Evropy U17            | Rotterdam, Nizozemsko         |
| vítězství                                                                   | Farid Allahverdijev (AZE)   | 30. červen 2002   | Mistrovství Evropy U17            | Rotterdam, Nizozemsko         |
| vítězství                                                                   | Răzvan Spiridon (ROU)       | 30. červen 2002   | Mistrovství Evropy U17            | Rotterdam, Nizozemsko         |
| vítězství                                                                   | Valentin Josserand (FRA)    | 30. červen 2002   | Mistrovství Evropy U17            | Rotterdam, Nizozemsko         |
| vítězství                                                                   | Rinalds Buskovs (LAT)       | 30. červen 2002   | Mistrovství Evropy U17            | Rotterdam, Nizozemsko         |
| 2001 Evropský olympijský festival mládeže do 73 kg (jako Džarždi Zviadauri) |                             |                   |                                   |                               |
| vítězství                                                                   | Damien Haldi (SUI)          | 25. července 2001 | EYOF U17                          | Murcia, Španělsko             |
| vítězství                                                                   | ([[Země\|]])                | 25. července 2001 | EYOF U17                          | Murcia, Španělsko             |
| vítězství                                                                   | ([[Země\|]])                | 25. července 2001 | EYOF U17                          | Murcia, Španělsko             |
| vítězství                                                                   | ([[Země\|]])                | 25. července 2001 | EYOF U17                          | Murcia, Španělsko             |